# Hawila
Hawila är en norskbyggd gaffelriggad galeas av ek med furudäck. Hon beställdes 1934 av Andreas Bryngelsson på Hönö till familjens rederi som transporterade is från Norge till fiskarnas ismagasin på öarna i Öckerö kommun. Hon var ursprungligen 21,5 meter lång och ketchriggad med en segelyta på 147 m² och en dieselmotor på 75 hästkrafter från Bolinder.
År 1939 förlängdes hon med fyra meter i Langesund i Norge och 1952 fick hon en starkare motor och nedriggades till galeas. Under andra världskriget seglade Hawila som fiskefartyg och på 
1960-talet transporterade hon styckegods och fisk. Den verksamheten upphörde 1973 och fem år senare övertogs galeasen av den ideella föreningen Mot Bättre Vetande som lät restaurera henne med hjälp av elever på Brattebergskolan på Öckerö och drev henne som skolfartyg för skolans elever till 2008.
Den nya ägaren seglade kortare turer med Hawila i Östersjön och gjorde senare om henne till hotell på Christianshavn i Köpenhamn. Han tröttnade och lämnade fartyget åt sitt öde till 2014 när det hittades av några entusiaster. De bildade den ideella föreningen Hawila Project som övertog fartyget för en krona och har sedan dess renoverat och seglat henne. Föreningen har som mål att återställa lastutrymmet så att hon kan transportera totalt 60 ton gods i två lastrum.
Hawila k-märktes 2002 men avregistrerades 2009 efter att ha sålts till Finland. År 2016 registrerades hon i Nederländerna, men idag har hon  hemmahamn i Holbæk i Danmark. 